# 鄧晨
鄧 晨（とう しん、? - 49年）は、中国の新代から後漢時代初期の政治家・武将。後漢草創期の功臣。字は偉卿。荊州南陽郡新野県の人。鄧家は2千石の高官の家柄。曾祖父は揚州刺史の鄧隆。祖父は交阯刺史の鄧勲。父は豫章都尉の鄧宏。妻は光武帝（劉秀）の姉の劉元。子は鄧汎・鄧棠。甥は鄧奉・鄧終。

## 事跡

### 反新挙兵と妻子の死
| 姓名           | 鄧晨 |
| 時代           | 新代 - 後漢時代 |
| 生没年         | 生年不詳 - 49年（建武25年）                                                                                                 |
| 字・別号       | 偉卿（字） |
| 本貫・出身地等 | 荊州南陽郡新野県 |
| 職官           | 〔舂陵軍部将〕→偏将軍〔更始〕 →常山太守〔更始〕→光禄大夫〔後漢〕 →中山太守〔後漢〕→汝南太守〔後漢〕 →廷尉兼汝南太守〔後漢〕 |
| 爵位・号等     | 房子侯〔後漢〕→南䜌侯〔後漢〕 →西華侯〔後漢〕→西華恵侯〔没後〕                                                              |
| 陣営・所属等   | 劉縯→更始帝→光武帝 |
| 家族・一族     | 父：鄧宏 妻：劉元 義弟：劉縯 劉秀（光武帝） 子：鄧汎 鄧棠 甥：鄧奉 鄧終                                                     |

鄧晨は劉元を妻とし、その弟である劉縯・劉秀兄弟と親交があった。ある時、劉縯・劉秀兄弟たちと宴会を開いたとき、預言書（図讖）を学んでいた蔡少公という者が、「劉秀」が天子になる、と述べた。臨席していた或る者が、国師公劉秀（光武帝とは別人。劉歆の改名後の名である）のことかと言ったところ、劉秀が戯れて「何故私ではないと分かるのですか」と言い、一同は大笑した。しかし鄧晨は、内心で喜んだという。その後、劉秀とその家族が、騒動のため役人を新野に避けた際、鄧晨の家に住んだ。この時に鄧晨は、宛の宴会でのやり取りを話題にして、独り当に（天子に）応ずべきや、と劉秀が天子に相応しいのではと言うも、劉秀は笑って応えなかった。
地皇3年（22年）、劉縯らが舂陵軍を率いて反新のために挙兵すると、鄧晨は食客たちを率いて劉秀と棘陽（南陽郡）で合流した。しかし、同年末の小長安聚（南陽郡育陽県）の戦いで劉縯・劉秀らは新軍に敗北している。この時、鄧晨も妻の劉元と3人の娘を失い、さらに、鄧家の邸宅は新軍に破壊され、墓も焼き払われてしまった。鄧晨の宗族たちは、劉縯・劉秀兄弟への憤懣を口にしたが、鄧晨は劉兄弟を怨む素振りを一切見せなかったという。

### 更始政権での活躍
更始元年（23年）2月に劉玄が更始帝として即位すると、鄧晨は偏将軍に任命されている。鄧晨は、劉秀と共に、まず潁川郡を攻略した。次いで同年6月の昆陽（潁川郡）の戦いでは劉秀に従って包囲を突破し、援軍を呼び集めて大司空王邑・大司徒王尋率いる新の主力部隊を撃破している。さらに鄧晨は、陽翟（潁川郡）以東、京県・密県（河南尹）までを尽く攻略した。同年10月、更始帝が洛陽に遷都すると、鄧晨は常山太守に任命された。
鄧晨が常山に駐在している際に、河北で王郎が挙兵し、手配された劉秀が薊（広陽郡）から信都（安平郡）へ南下し、信都兵・和正兵を味方に付け勢いを持つと、王郎を押し返し、逆に鉅鹿（鉅鹿郡）を囲むが、ここで戦線が1月ほど膠着した。鄧晨は単身で鉅鹿へ向かい、従軍し邯鄲（＝王郎）と戦うことを劉秀に願い出る。しかし、劉秀は常山を拠点としての支援を命じたため、鄧晨は常山に戻った。後に鄧晨は銅馬征伐の際には、精鋭の弓兵1千名を派遣し、また、劉秀軍への補給を絶やさなかった。

### 後漢での活躍
建武元年（25年）6月、劉秀が光武帝として即位すると、鄧晨は房子侯に封じられた。また、亡き劉元も新野節義長公主を追贈されて、新野の西に廟が立てられている。鄧晨の子の鄧汎も呉房侯に封じられ、劉元の祭祀を任された。
建武2年（26年）、鄧晨の故郷新野が、南征に向かう大司馬呉漢率いる漢軍による略奪で被害を受けてしまう。これが原因で、甥の鄧奉が漢に反逆し、建武3年（27年）4月に鄧奉は光武帝により誅殺されてしまった。しかし鄧晨については、何の処分も受けなかった模様である。同年10月、鄧晨は光武帝に随従して章陵（南陽郡。舂陵から改名）に赴き、光禄大夫に任命され、執金吾賈復らを符節を持って監督した。建武4年（28年）に光武帝が寿春（九江郡）に親征すると、鄧晨は九江太守を命じられている。
鄧晨は郡太守の職務を好んだため、後に中山太守に任命された。鄧晨の治績は優れ、冀州各郡の中でも常に上位だったとされる。建武13年（37年）、南䜌侯に転封され、また、汝南太守に任命された。ここでも鄧晨は開墾事業などで好成績をあげ、汝南は漁獲も農産も豊富となり、他の郡県に物資を輸送するようになっている。建武18年（42年）、光武帝が章陵に巡幸すると、鄧晨が招聘され、廷尉を兼任した。建武19年（43年）、西華侯に転封されている。
建武25年（49年）、死去。恵侯を追贈された。子の鄧棠が後継している。